# Veľký Ďur
Veľký Ďur – wieś (obec) na Słowacji położona w kraju nitrzańskim, w powiecie Levice. Pierwsze wzmianki o miejscowości pochodzą z roku 1205. 
Według danych z dnia 31 grudnia 2012, wieś zamieszkiwały 1244 osoby, w tym 665 kobiet i 579 mężczyzn.
W 2001 roku rozkład populacji względem narodowości i przynależności etnicznej wyglądał następująco:
- Słowacy – 95,94%
- Czesi – 0,61%
- Węgrzy – 2,53%

Ze względu na wyznawaną religię struktura mieszkańców kształtowała się w 2001 roku następująco:
- Katolicy rzymscy – 88,74%
- Grekokatolicy – 0,08%
- Ewangelicy – 1%
- Ateiści – 5,98%
- Nie podano – 2,61%